# John Pascal Brooks
John Pascal Brooks (auch John P. Brooks, * 24. September 1861 in Kittery, York County, Maine, Vereinigte Staaten; † 16. Juni 1957 in Potsdam, St. Lawrence County, New York, Vereinigte Staaten) war ein US-amerikanischer Bauingenieur.

## Leben

### Familie und Ausbildung
Der aus der im US-Bundesstaat Maine gelegenen Kleinstadt Kittery gebürtige John Pascal Brooks, Sohn des James William Brooks (1830–1908) und der  Anna Augusta Wilson Brooks (1826–1917), graduierte 1882 an der Phillips Academy in Exeter im US-Bundesstaat New Hampshire. Brooks wandte sich in der Folge dem Studium des Bauingenieurwesens am Dartmouth College in Hanover zu, 1885 erwarb er den akademischen Grad eines Bachelor of Science, 1893 den eines Master of Science. John Pascal Brooks promovierte zum Doctor of Science am Dartmouth College im Jahre 1915 sowie am Clarkson College of Technology im Jahre 1931.
John Pascal Brooks heiratete am 25. Juni 1888 in erster Ehe die aus Red Bank im US-Bundesstaat New Jersey stammende Maude P. Perkins. In zweiter Ehe heiratete er am 4. Juni 1903 die aus Lexington im US-Bundesstaat Kentucky gebürtige Belle C. Pearson (1872–1963). Er war Vater der Tochter Elizabeth M. Brooks (1891–1965) aus erster Ehe. Brooks starb im Juni 1957 in seinem 96. Lebensjahr. Seine letzte Ruhestätte fand er auf dem Mount Pleasant Cemetery in South Eliot im US-Bundesstaat Maine.

### Beruflicher Werdegang
Während seiner Studienzeit am Dartmouth College übernahm John Pascal Brooks Lehrertätigkeiten an Public Schools, welche er nach seinem Studienabschluss fortsetzte. 1886 verzog Brooks nach Saint Paul im US-Bundesstaat Minnesota, dort nahm er eine Anstellung in einem technischen Zeichenbüro der Burlington Railroad Company an. Im Anschluss wirkte Brooks am Bau einer Eisenbahnlinie bei Sioux City im US-Bundesstaat Iowa sowie einer kurzen Eisenbahnlinie in der Nähe von Streator im US-Bundesstaat Illinois mit. Danach arbeitete Brooks als Zivilingenieur für die J. Edwin Jones Firm in Boston.
1890 wechselte er als Instructor of Civil Engineering an die Lehigh University nach Bethlehem im US-Bundesstaat Pennsylvania. 1897 folgte John Pascal Brooks einem Ruf als Professor of Civil Engineering an die Kentucky State University nach Frankfort. Seit 1906 lehrte er als Associate Professor of Civil Engineering an der University of Illinois at Urbana-Champaign. 1911 wurde Brooks in der Nachfolge von William Sleeper Aldrich zum Präsidenten des Clarkson College of Technology in Potsdam bestellt, ein Amt, das er bis zu seiner Versetzung in den Ruhestand 1928 ausfüllte.
Der Anhänger der Republikaner John Pascal Brooks, der zu den renommiertesten Bauingenieuren der Vereinigten Staaten seiner Zeit zählte, wurde zum Mitglied der American Society of Civil Engineers sowie der Society for the Promotion of Engineering Education gewählt.

## Publikationen
- zusammen mit Mansfield Merriman: Handbook for Surveyors. J. Wiley & Sons, New York, 1895
- Handbook of Street Railroad Location. J. Wiley & Sons, New York, 1898
- Reinforced Concrete; Mechanics and Elementary Design. McGraw-Hill Book Company, New York, 1911